# Kyssen
För andra betydelser, se Kyssen (olika betydelser).
Kyssen (engelska: The Kiss) är en amerikansk långfilm från 1929 i regi av Jacques Feyder, med Greta Garbo, Conrad Nagel, Anders Randolf och Holmes Herbert i rollerna. Det var den sista stumfilmen från filmstudion Metro-Goldwyn-Mayer.

## Rollista
| Greta Garbo    | – Irene    |
| Conrad Nagel   | – André    |
| Anders Randolf | – Guarry   |
| Holmes Herbert | – Lassalle |
| Lew Ayres      | – Pierre   |
| George Davis   | – Durant   |